# Élections sénatoriales de 2020 en Tarn-et-Garonne
Les élections sénatoriales en Tarn-et-Garonne ont lieu le dimanche 27 septembre 2020. Elles ont pour but d'élire les sénateurs représentant le département au Sénat pour un mandat de six années.

## Contexte départemental
Lors des élections sénatoriales de 2014 en Tarn-et-Garonne, deux sénateurs ont été élus : François Bonhomme et Yvon Collin.
Depuis, tous les effectifs du collège électoral des grands électeurs ont été renouvelés, avec les élections départementales de 2015, les élections régionales de 2015, les élections législatives de 2017 et les élections municipales de 2020.

## Sénateurs sortants
| Sénateur          | Parti | Parti | Fonctions lors de l'élection en 2014 |
| ----------------- | ----- | ----- | ------------------------------------ |
| Yvon Collin       |       | DVG   | Sénateur sortant                     |
| François Bonhomme |       | LR    | Maire de Caussade                    |

## Présentation des candidats et des suppléants
Les nouveaux représentants sont élus pour une législature de 6 ans au suffrage universel indirect par les 727 grands électeurs du département. En Tarn-et-Garonne, les sénateurs sont élus au scrutin majoritaire à deux tours. Leur nombre reste inchangé, deux sénateurs sont à élire. Il y aura plusieurs candidats dans le département, chacun avec un suppléant.
| N°   | Candidats | Candidats                             | Parti | Principales fonctions                                          |
| ---- | --------- | ------------------------------------- | ----- | -------------------------------------------------------------- |
| T 1  |           | Monique Ferrero                       | LR    | Conseillère départementale, conseillère municipale de Monteils |
| s 1  |           | Jean-Pierre Villeneuve                | LR    | Maire de Roquecor                                              |
|      |           |                                       |       |                                                                |
| T 2  |           | Mathieu Albert                        | DVD   | Adjoint au maire de Saint-Nauphary                             |
| s 2  |           | Marlène Charles-Daunay                | DVG   | Adjointe au maire de Septfonds                                 |
|      |           |                                       |       |                                                                |
| T 3  |           | Cécile Roblin                         | EÉLV  |                                                                |
| s 3  |           | Luc Ronfort                           | EÉLV  |                                                                |
|      |           |                                       |       |                                                                |
| T 4  |           | Jean-Paul Terrenne                    | PRG   | Maire de Donzac                                                |
| s 4  |           | Danielle Bedos                        | PRG   | Adjointe au maire de Montbeton                                 |
|      |           |                                       |       |                                                                |
| T 5  |           | Pierre-Antoine Lévi                   | LC    | Conseiller municipal de Montauban                              |
| s 5  |           | Christèle Garcia                      | DVD   | Maire de Piquecos                                              |
|      |           |                                       |       |                                                                |
| T 6  |           | Alain Iches                           | DVD   | Maire de Parisot                                               |
| s 6  |           | Émilie Prouchet                       | DVD   |                                                                |
|      |           |                                       |       |                                                                |
| T 7  |           | Étienne Astoul                        | PS    | Maire de Villebrumier                                          |
| s 7  |           | Hélène Lamorlette                     | PS    |                                                                |
|      |           |                                       |       |                                                                |
| T 8  |           | François Bonhomme                     | LR    | Sénateur sortant, conseiller municipal de Caussade             |
| s 8  |           | Climène Bringay                       | LR    | Maire de Sérignac                                              |
|      |           |                                       |       |                                                                |
| T 9  |           | Guy Daime                             | PCF   | Adjoint au maire de Montech                                    |
| s 9  |           | Catherine Philippe                    | PCF   |                                                                |
|      |           |                                       |       |                                                                |
| T 10 |           | Thierry Viallon                       | RN    | Conseiller régional                                            |
| s 10 |           | Edwige Gay                            | RN    |                                                                |
|      |           |                                       |       |                                                                |
| T 11 |           | Jean-François Grilhault des Fontaines | SP    |                                                                |
| s 11 |           | Claire Arniella-Crousier              | SP    |                                                                |

## Résultats
| Candidats                | Candidats                             | Parti                    | Nuance                   | Premier tour | Premier tour | Second tour | Second tour |
| Candidats                | Candidats                             | Parti                    | Nuance                   | Voix         | %            | Voix        | %           |
| ------------------------ | ------------------------------------- | ------------------------ | ------------------------ | ------------ | ------------ | ----------- | ----------- |
|                          | François Bonhomme                     | LR                       | DVD                      | 345          | 47,98        | 378         | 51,85       |
|                          | Jean-Paul Terrenne                    | PRG                      | RDG                      | 201          | 27,96        | 241         | 33,06       |
|                          | Pierre-Antoine Lévi                   | LC                       | DVC                      | 164          | 22,81        | 242         | 33,20       |
|                          | Alain Iches                           | SE                       | DVD                      | 157          | 21,84        | 128         | 17,56       |
|                          | Monique Ferrero                       | LR                       | LR                       | 135          | 18,78        | 145         | 19,89       |
|                          | Mathieu Albert                        | SE                       | DVD                      | 102          | 14,19        | 70          | 9,60        |
|                          | Étienne Astoul                        | PS                       | SOC                      | 82           | 11,40        | Retrait     | Retrait     |
|                          | Thierry Viallon                       | RN                       | RN                       | 43           | 5,98         | 29          | 3,98        |
|                          | Cécile Roblin                         | EÉLV                     | VEC                      | 42           | 5,84         | Retrait     | Retrait     |
|                          | Guy Daime                             | PCF                      | COM                      | 31           | 4,31         | Retrait     | Retrait     |
|                          | Jean-François Grilhault des Fontaines | SP                       | DIV                      | 1            | 0,14         | 2           | 0,27        |
|                          |                                       |                          |                          |              |              |             |             |
| Votes valides            | Votes valides                         | Votes valides            | Votes valides            | 719          | 95,99        | 729         | 98,65       |
| Votes blancs             | Votes blancs                          | Votes blancs             | Votes blancs             | 2            | 0,27         | 9           | 1,22        |
| Votes nuls               | Votes nuls                            | Votes nuls               | Votes nuls               | 19           | 2,57         | 1           | 0,14        |
| Total                    | Total                                 | Total                    | Total                    | 740          | 98,80        | 739         | 98,66       |
| Abstention               | Abstention                            | Abstention               | Abstention               | 9            | 1,20         | 10          | 1,34        |
| Inscrits / participation | Inscrits / participation              | Inscrits / participation | Inscrits / participation | 749          | 98,80        | 749         | 98,66       |

## Suites
François Bonhomme continue de siéger dans le groupe Les Républicains et Pierre-Antoine Lévi rejoint le groupe Union centriste.